# Weissport
Weissport es un borough ubicado en el condado de Carbon en el estado estadounidense de Pensilvania. En el año 2000 tenía una población de 434 habitantes y una densidad poblacional de 1,260.4 personas por km².

## Geografía
Weissport se encuentra ubicado en las coordenadas 40°56′25″N 75°49′36″O / 40.94028, -75.82667.

## Demografía
Según la Oficina del Censo en 2000 los ingresos medios por hogar en la localidad eran de $30,139 y los ingresos medios por familia eran $37,188. Los hombres tenían unos ingresos medios de $27,639 frente a los $17,083 para las mujeres. La renta per cápita para la localidad era de $13,785. Alrededor del 14.2% de la población estaba por debajo del umbral de pobreza.